# Fedor Hodža
Fedor Hodža (4. listopadu 1912 Budapešť – 17. září 1968 New York) byl slovenský a československý politik, poslanec Prozatímního Národního shromáždění a Ústavodárného Národního shromáždění za Demokratickou stranu. Po roce 1948 exilový politik.

## Biografie
Před druhou světovou válkou byl členem Republikánské strany zemědělského a malorolnického lidu (agrární strany).
Byl synem významného slovenského a československého politika 1. poloviny 20. století Milana Hodži. Dětství trávil v Praze, před válkou pobýval pracoval na československém velvyslanectví v Paříži. Za války zůstal v exilu, nejprve ve Francii, pak ve Velké Británii. Byl (od roku 1944) členem exilové Státní rady Československé. Na podzim 1944 byl jako spolupracovník vládního delegáta na osvobozeném území Československa Františka Němce vyslán na Podkarpatskou Rus, kde se ale československé moci nepodařilo fakticky získat reálný vliv a kde došlo brzy k anexi území k Sovětskému svazu. Na slovenském území se pak stal členem Slovenské národní rady.
Na jaře 1946 poté, co Demokratická strana uzavřela takzvanou aprílovou (dubnovou) dohodu, v níž programově a personálně vyšla vstříc katolickému táboru, se stal členem užšího předsednictva strany a jedním ze tří generálních tajemníků (dále Miloš Bugár a Ján Kempný). Hodža coby člen evangelické církve augsburského vyznání tak vedle sebe měl dva katolické politiky. Funkci generálního tajemníka strany zastával v letech 1945–1948.
V letech 1945–1946 byl poslancem Prozatímního Národního shromáždění za Demokratickou stranu. Po parlamentních volbách v roce 1946 (Demokratická strana je i díky jeho práci na Slovensku drtivě vyhrála) se stal poslancem Ústavodárného Národního shromáždění, kde formálně setrval do voleb do Národního shromáždění roku 1948. V roce 1947 čelil útokům KSČ na svou osobu a další předáky Demokratické strany. Kontroval ostrým projevem v září 1947, ve kterém obvinil komunisty z infiltrace policie. V listopadu 1947 opustil spolu s dalšími zástupci nekomunistických stran jednání Národní fronty o politické krizi na Slovensku, kde komunisté stupňovali politické a justiční útoky proti nekomunistickým politikům. Důvodem k odchodu z jednání byl fakt, že na jednání byli účelově připuštěni zástupci slovenských odbojářů (prokomunistických), zatímco čeští odbojáři nikoliv.
Po únorovém převratu v roce 1948 byla Demokratická strana proměněna na Stranu slovenské obrody jako satelitní formaci závislou na KSČ. Hodža patřil mezi skupinu funkcionářů Demokratické strany, kteří odešli do emigrace. Československo opustil již počátkem března 1948. V exilu v USA a Kanadě pak organizoval Demokratickou stranu a volně spolupracoval s uprchlými politiky bývalé Republikánské strany zemědělského a malorolnického lidu (agrární strany). Stejně jako jeho otec Milan Hodža byl stoupencem středoevropského federativního uspořádání a obdivovatelem meziválečné ČSR. Podporu v exilu jim poskytla Zelená internacionála.